# Intel i960

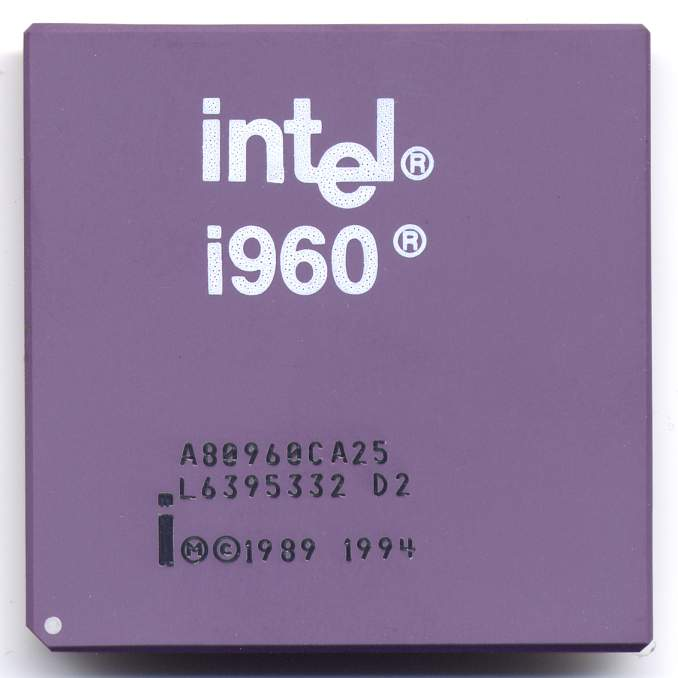
Микропроцессор Intel i960CA

i960 (или i80960) — RISC-процессор Intel, популярный в 1990-х годах. Применялся во встраиваемых системах и микроконтроллерах.
В конце 1990-х годов выпуск Intel i960 был прекращён из-за соглашения с DEC, в котором Intel получила право производить StrongARM CPU.
В настоящее время используется в некоторых военных и промышленных электронно-вычислительных устройствах и в аэрокосмической отрасли для БЦВМ.

## Происхождение
Проектирование i960 было начато в связи с провалом проекта iAPX 432 в начале 1980-х годов. Особенностью iAPX 432 являлась поддержка на аппаратном уровне языков, поддерживающих разметку, защиту памяти и сбор мусора — таких, как Ада и Лисп. Но, из-за ряда проблем (сложность обучения программированию, гибридные компоненты реализации и др.), iAPX 432 обладал сравнительно низкой производительностью.
В 1982 году Intel и Siemens создали совместную компанию BiiN (шутливая расшифровка — англ. Billions Invested In Nothing, миллиарды инвестиций в ничто), одной из задач которой была разработка отказоустойчивой объектно-ориентированной системы с аппаратной поддержкой языка Ада. К этому проекту присоединились многие участники команды i432. В качестве руководителя проекта был приглашен Гленфорд Майерс, ранее работавший в IBM.
Первые рабочие чипы нового процессора появились в конце 1985 года.
По причине внутренней конкуренции с 80386 и с i860 (ещё одного RISC-процессора Intel), i960 не стал процессором общего назначения, но зато нашёл применение в сфере высокопроизводительных 32-битных встраиваемых систем.

## Архитектура
Во избежание проблем с производительностью, с которыми столкнулся i432, в i960 была использована архитектура RISC (в полном объёме — только в i960MX), а подсистема памяти стала 33-битной — 32-битные слова и один бит, указывающий на «защищенность» памяти. Была выбрана оригинальная Berkeley RISC-архитектура, особенно в части использования технологии регистровых окон («register windows»), которая обеспечивает более быстрый вызов процедур. Конкурирующая архитектура Стэнфордского университета, реализованная в MIPS, не использует эту систему, полагаясь в этом вопросе на компилятор. Как и в большинстве 32-битных архитектур, в отличие от 80386, i960 имеет 32-битную «плоскую» память без сегментации. Для архитектуры i960 также предполагалась суперскалярная реализация выполнения команд.

## Варианты i960
Полноценный i960MX выпускался только для рынка военных изделий. Наиболее сходный с ним i960MC использовался в высокопроизводительных встраиваемых системах. i960MC включал все особенности оригинальной системы BiiN, но, поскольку многие из них не были описаны в документации, пользователи задавались вопросом, почему размер i960MC настолько велик, а многие его выводы маркированы как «не подключено».

### Серия 80960K
Версия основного RISC-ядра без управления памятью и без математического сопроцессора, FPU именовалась i960KA, а с сопроцессором — i960KB. Были и другие версии, одинаковые внутри и отличающиеся только маркировкой. Это означает, что процессоры обладали значительно более широкими возможностями, чем необходимо для фактически поддерживаемого набора функциональных возможностей, и в результате более дорогими в производстве.
i960KA использовался как недорогой 32-битный процессор для лазерных принтеров, графических терминалов и других встраиваемых систем.

### Серия 80960C
Появившийся в 1989 году i960CA был первой полноценной реализацией RISC архитектуры i960. Он обладал новым недавно разработанным суперскалярным RISC-ядром и необычной для того времени адресуемой кэш-памятью. Поскольку архитектура предназначалась для высокопроизводительных встраиваемых систем, в ней по прежнему не было FPU и MMU. i960CA, по общему мнению, был первой суперскалярной реализацией RISC в одной микросхеме. Процессоры серии C включали лишь одно арифметическо-логическое устройство, но могли выполнять одновременно арифметические операции, адресацию памяти и операции перехода, а также, при определенных обстоятельствах, выполнять две инструкции за такт. Первые версии работали на частоте 33 МГц, были анонсированы чипы с быстродействием 66 MIPS. Микроархитектура i960CA была разработана в 1987—1988 годах и официально представлена 12 сентября 1989 года.
Позже, в i960CF был включён математический сопроцессор, но в нём по-прежнему отсутствовал блок управления памятью, MMU.

## Провал архитектуры i960
Intel пытается укрепить i960 в I/O контроллере устройства рыночного I2O стандарта, но этого мало, успех ушёл и проектные работы в конечном итоге завершились. К середине 1990-x по соотношению цена/производительность привлекательность процессора i960 упала в сравнении с появившимися конкурирующими предложениями. Intel разработала версии имеющие более низкое энергопотребление, которые могли бы быть использованы в системах, питающихся от батарей, но эти версии никогда не использовались.
В 1990 году команда разработчиков i960 была переброшена на разработку процессоров, совместимых с 80386 — а именно процессора P6, который позднее стал Pentium Pro. Проект i960 был передан другой, меньшей команде разработчиков, главным образом повлиявшей на его окончательный провал.

## Текущий статус
Из-за высокой производительности в расчёте XOR процессор Intel 960 часто используется для управления мощными RAID-контроллерами SCSI дисковых массивов (хост-адаптер карт). Процессор i960RS также используется Adaptec в контроллере AAR-2400A, который использует четыре PATA-диска для создания RAID5-системы хранения данных для небольших ПК-серверов и рабочих станций.
Архитектура Intel 960 также используется в игровых автоматах и будет использоваться до тех пор, пока процессоры могут быть куплены. В настоящее время они используются в IGT S2000.
Процессор серии J встречается в продукции французской компании IER (принтер IER-506)
Intel 960 процессор используется также в САРП фирмы Kelvin Hughes.
Процессор использовался в отказоустойчивых бортовых ЭВМ истребителей F-22, где применены 2 ЭВМ по 66 модулей каждая, основой которых является процессор i960. Их планировалось заменить в F-22, произведенных после 2004—2005 годов.